# Hệ thống đỗ xe tự động

Một loại hệ thống đỗ xe tự động P Parentoster của APS

Hệ thống đỗ xe tự động (xe ô tô, xe hơi) (APS) là một hệ thống cơ khí được thiết kế để giảm thiểu diện tích hoặc khối lượng cần thiết cho xe ô tô đỗ. Giống như nhà để xe nhiều tầng, APS cung cấp chỗ đậu xe cho nhiều cấp độ xếp chồng lên nhau theo chiều dọc để tối đa hóa số lượng chỗ đỗ xe trong khi giảm thiểu việc sử dụng đất. Tuy nhiên, APS sử dụng một hệ thống cơ khí để vận chuyển ô tô đến và đi từ chỗ đỗ xe (chứ không phải người lái xe) để loại bỏ phần lớn không gian bị lãng phí trong nhà để xe nhiều tầng. Trong khi nhà để xe nhiều tầng tương tự như nhiều bãi đỗ xe được xếp theo chiều dọc, APS tương tự như hệ thống lưu trữ và truy xuất tự động cho ô tô.  P Parentoster (hiển thị hoạt hình ở bên phải) là một ví dụ về một trong những loại APS sớm nhất và phổ biến nhất.
APS cũng được biết đến rộng rãi bởi một loạt các tên khác, bao gồm: bãi đỗ xe tự động (APF), hệ thống đỗ xe, và nhà để xe robot.

## Lịch sử

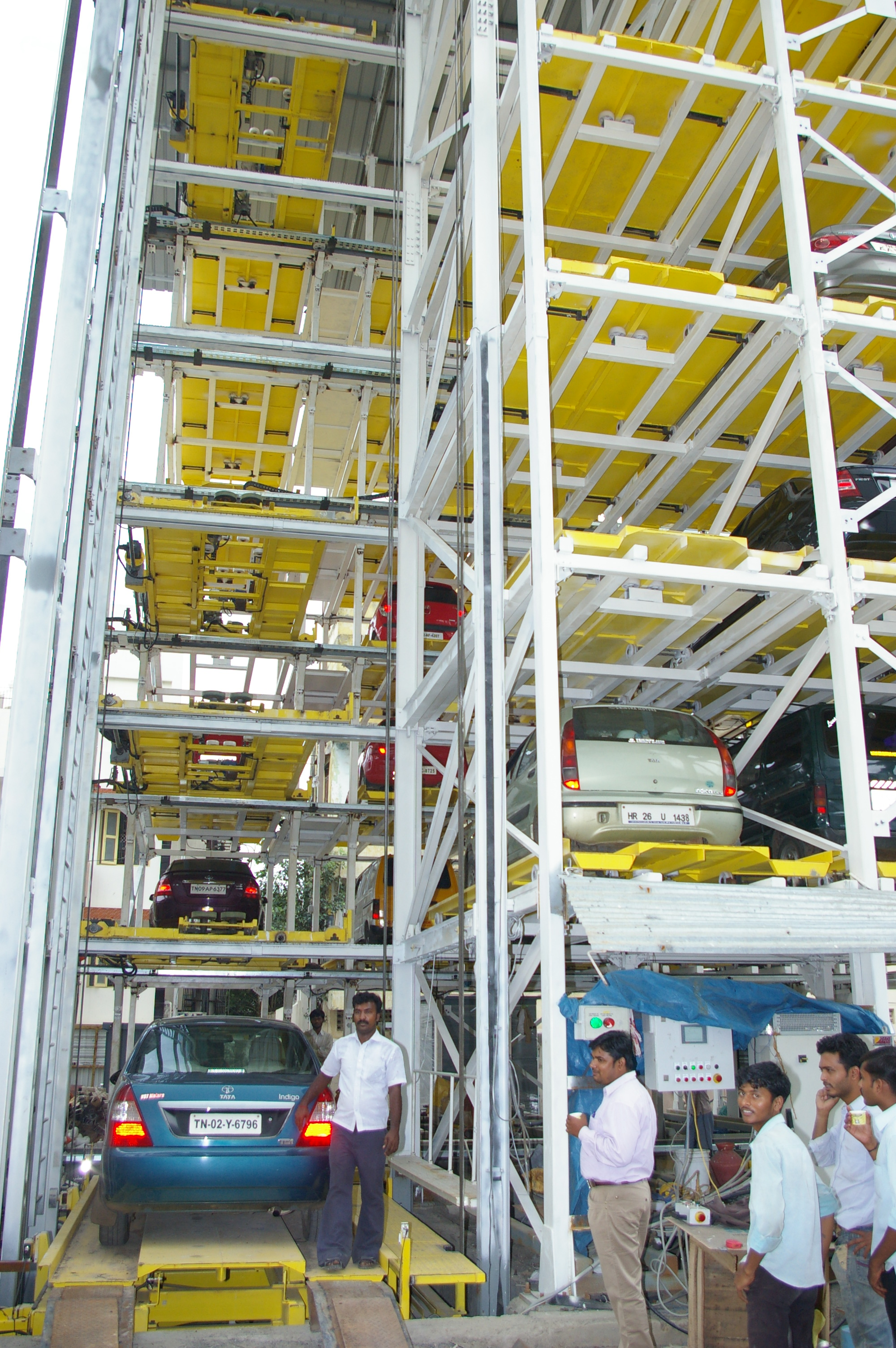
Hệ thống đỗ xe bán tự động

Khái niệm về hệ thống đỗ xe tự động đã và được thúc đẩy bởi hai yếu tố: nhu cầu về chỗ đỗ xe và sự khan hiếm đất có sẵn. Việc sử dụng máy APS sớm nhất là ở Paris, Pháp vào năm 1905 tại Garage Rue de Ponthieu.  APS bao gồm một cấu trúc bê tông nhiều tầng đột phá  với một thang máy nội bộ để vận chuyển ô tô lên các tầng trên nơi tiếp viên đỗ xe.
Trong những năm 1920, một bánh xe Ferris -like APS (cho xe ô tô chứ không phải là người) được gọi là một bài kinh chúa nhựt hệ thống trở nên phổ biến vì nó có thể đỗ tám xe trong không gian mặt đất thường được sử dụng cho xe có hai chiếc xe. Cơ học đơn giản với một dấu chân nhỏ, p Parentoster rất dễ sử dụng ở nhiều nơi, kể cả bên trong các tòa nhà. Đồng thời, Nhà xe tự động Kent đang cài đặt APS với công suất vượt quá 1.000 xe.
Nhà để xe không người lái đầu tiên được mở vào năm 1951 tại Washington, DC, nhưng đã được thay thế bằng không gian văn phòng do giá trị đất ngày càng tăng.
APS đã chứng kiến sự quan tâm đến Mỹ vào cuối những năm 1940 và 1950 với các hệ thống Bowser, Pigeon Hole và Roto Park.  Năm 1957, 74 hệ thống Bowser, Pigeon Hole đã được cài đặt,  và một số hệ thống này vẫn hoạt động. Tuy nhiên, sự quan tâm đến APS ở Mỹ suy yếu do các vấn đề cơ học thường xuyên và thời gian chờ đợi lâu để các khách hàng quen lấy xe của họ. Tại Vương quốc Anh, Auto Stacker mở cửa vào năm 1961 tại Woolwich, phía đông nam London, nhưng tỏ ra khó khăn không kém khi vận hành. Sự quan tâm đến APS ở Mỹ đã được đổi mới vào những năm 1990 và có 25 dự án APS hiện tại và theo kế hoạch lớn (đại diện cho gần 6.000 chỗ đậu xe) vào năm 2012. Nhà để xe robot đầu tiên của Mỹ mở cửa vào năm 2002 tại Hoboken, New Jersey.
Mặc dù sự quan tâm đến APS ở Hoa Kỳ đã giảm xuống cho đến những năm 1990, Châu Âu, Châu Á và Trung Mỹ đã cài đặt APS tiên tiến hơn về mặt kỹ thuật kể từ những năm 1970. Đầu những năm 1990, gần 40.000 chỗ đậu xe đã được xây dựng hàng năm bằng cách sử dụng APS cha mẹ ở Nhật Bản. Trong năm 2012, ước tính có khoảng 1,6 triệu chỗ đậu xe APS ở Nhật Bản.

## Tiết kiệm không gian

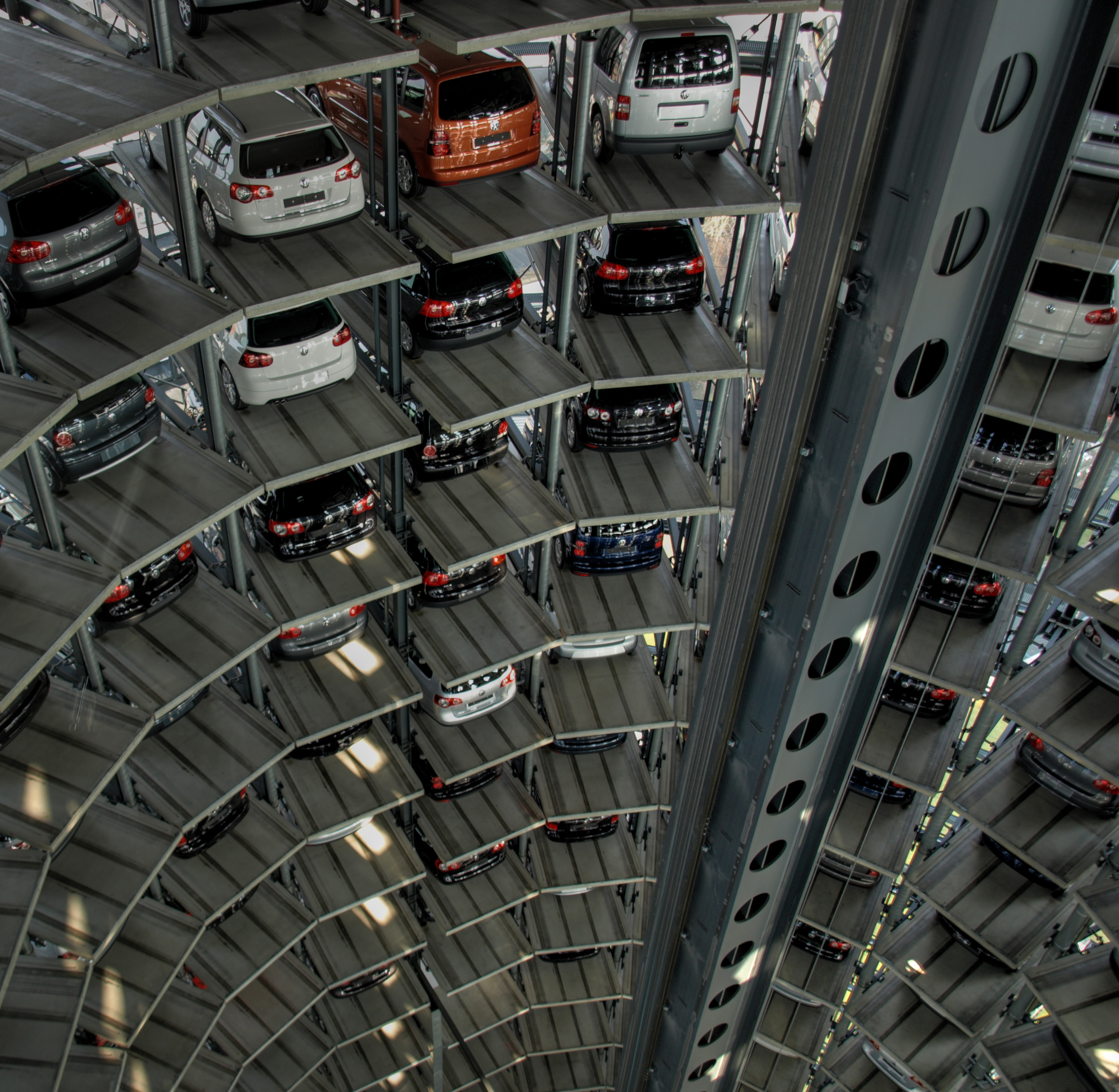
Một hệ thống đỗ xe hoàn toàn tự động

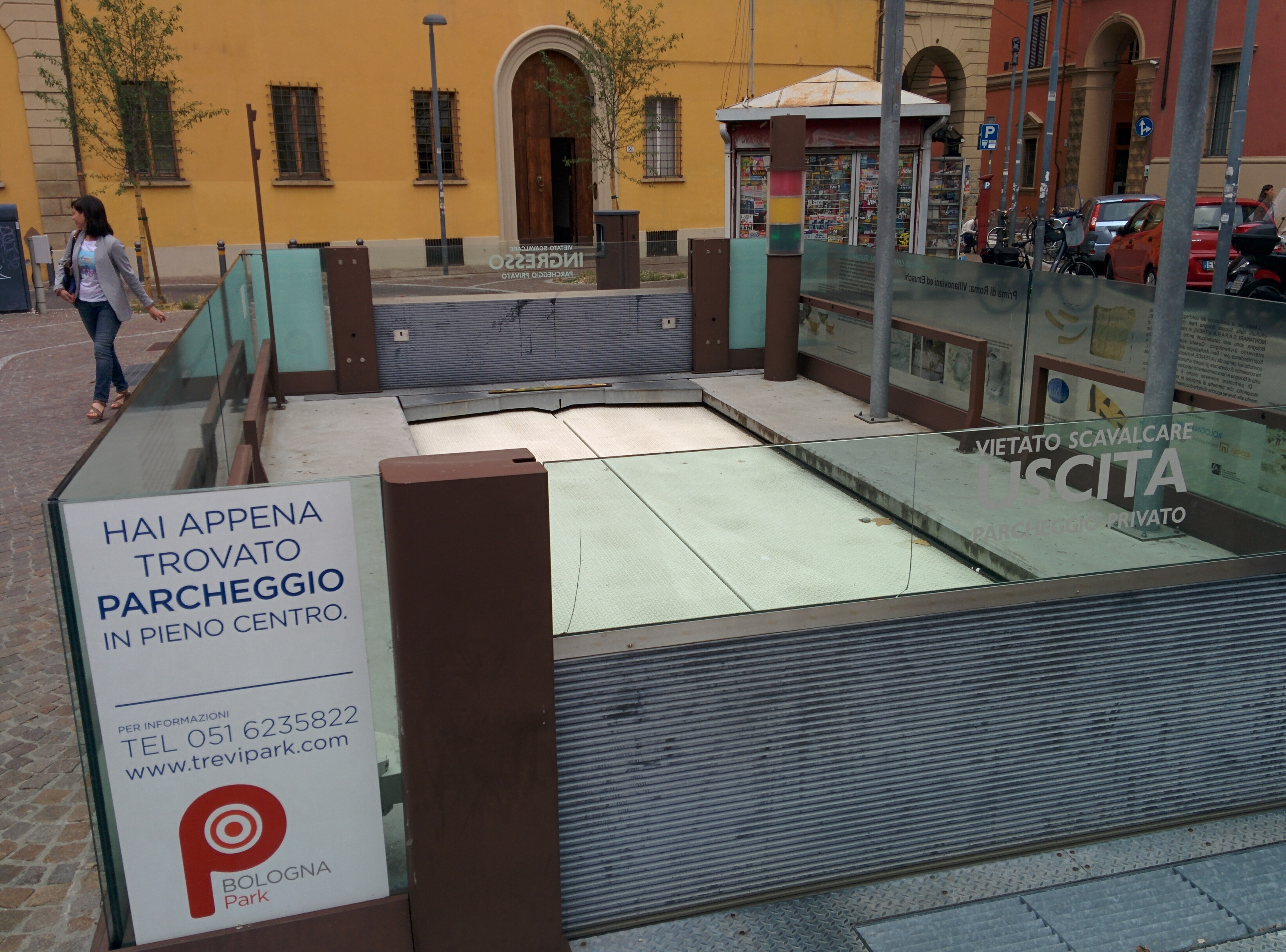
Lối vào của một hệ thống đỗ xe tự động dưới lòng đất ở trung tâm lịch sử Bologna, Ý.

Tất cả APS đều tận dụng một khái niệm chung để giảm diện tích chỗ đỗ xe - loại bỏ tài xế và hành khách khỏi xe trước khi đỗ. Với APS hoàn toàn tự động hoặc bán tự động, chiếc xe được đưa đến một điểm vào APS và tài xế và hành khách ra khỏi xe. Chiếc xe sau đó được di chuyển tự động hoặc bán tự động (với một số hành động cần thiết) đến chỗ đậu xe của nó.